# مائیس کاراگیوزیان
مائیس گریگوری کاراگیوزیان (ارمنی: Մայիս Գրիգորի Կարագյոզյան؛  زادهٔ ۱۰ مهٔ ۱۹۳۱ - درگذشته ۱۰ مارس ۱۹۹۹) بازیگر سینما، تلویزیون و تئاتر اهل ارمنستان بود.

## زندگی‌نامه
وی در ۱۰ مهٔ ۱۹۳۱ در Գումիստա به دنیا آمد و از آکادمی دولتی هنرهای زیبای ارمنستان فارغ‌التحصیل گشت. وی همچنین برنده جوایزی همچون هنرمند مردمی ارمنستان شوروی و هنرمند شایسته ارمنستان شوروی شد. وی در ۱۰ مارس ۱۹۹۹ در سن ۶۷ سالگی در ایروان درگذشت

## گزیده فیلمشناسی
از فیلم‌ها یا برنامه‌های تلویزیونی که آوت آوتیسیان در آن نقش داشته است می‌توان به آثار زیر اشاره کرد:
- یک تکه از آسمان